# Liste der Baudenkmäler in Unterschwaningen
Auf dieser Seite sind die Baudenkmäler in der mittelfränkischen Gemeinde Unterschwaningen zusammengestellt. Diese Tabelle ist eine Teilliste der Liste der Baudenkmäler in Bayern. Grundlage ist die Bayerische Denkmalliste, die auf Basis des Bayerischen Denkmalschutzgesetzes vom 1. Oktober 1973 erstmals erstellt wurde und seither durch das Bayerische Landesamt für Denkmalpflege geführt wird. Die folgenden Angaben ersetzen nicht die rechtsverbindliche Auskunft der Denkmalschutzbehörde.
 Diese Liste gibt den Fortschreibungsstand vom 1. Mai 2020 wieder und enthält 24 Baudenkmäler.

## Baudenkmäler nach Gemeindeteilen

### Unterschwaningen
| Lage | Objekt             | Beschreibung | Akten-Nr.    | Bild           |
| --- | ------------------ | --- | ------------ | -------------- |
| Friederike-Luise-Allee 2, 4, 6, 8, 10, 12, Gunzenhäuser Straße 12, Hauptstraße 3, 7, 7 a, 9, 11, Schloßstraße 6, Hofgarten, Kanal (Standort) | Ehemaliges Schloss | Hervorgegangen aus Ministerialensitz des 12. Jahrhunderts, erneuert erstes Viertel 17. Jahrhundert, Neubau nach Plänen von Johann Wilhelm und Karl Friedrich Zocha, 1713–29, erweitert durch Leopoldo Retti, 1723–38, ausgedehnte, um fünf Höfe gruppierte Barockanlage: - Neues Schloss, ab 1807 Amtshaus, ab 1832 Gasthaus, dreiflügelige Anlage auf U-förmigen Grundriss mit Haupthaus, zweigeschossiger Mansard-Walmdachbau mit Eckrustizierung und Mittelrisalit mit Zwerchhaus, und Seitenflügeln, eingeschossige Satteldachbauten mit zweigeschossigen Pavillons als Abschluss - Ehemalige Interimskirche, nördlich des Haupthauses, um 1720, profaniert 1743, eingeschossiger Mansarddachbau - Ehemaliger Marstall, nördlich anschließend, umgebaut zum königlichen Getreidespeicher 1840 - Hofanlage, eingeschossig, vierflügelig, östliche Schmalseite mit zwei Eckpavillons - Ehemaliger Marstall, südlich des Neuen Schlosses, umgebaut zur Brauerei zweite Hälfte 18. Jahrhundert, jetzt Rathaus, dreiflügelige Anlage, Ostflügel mit zweigeschossigen Eckpavillons - Hoftor, barocke Tordurchfahrt des Neuen Schlosses, mit steinernem Wappenaufsatz, erste Hälfte 18. Jahrhundert - Ehemalige Gartenanlage, mit Kanal, 18. Jahrhundert, Teile der Parkeinfriedung, Bruchsteinmauerwerk, 18. Jahrhundert | D-5-71-208-3 | weitere Bilder |

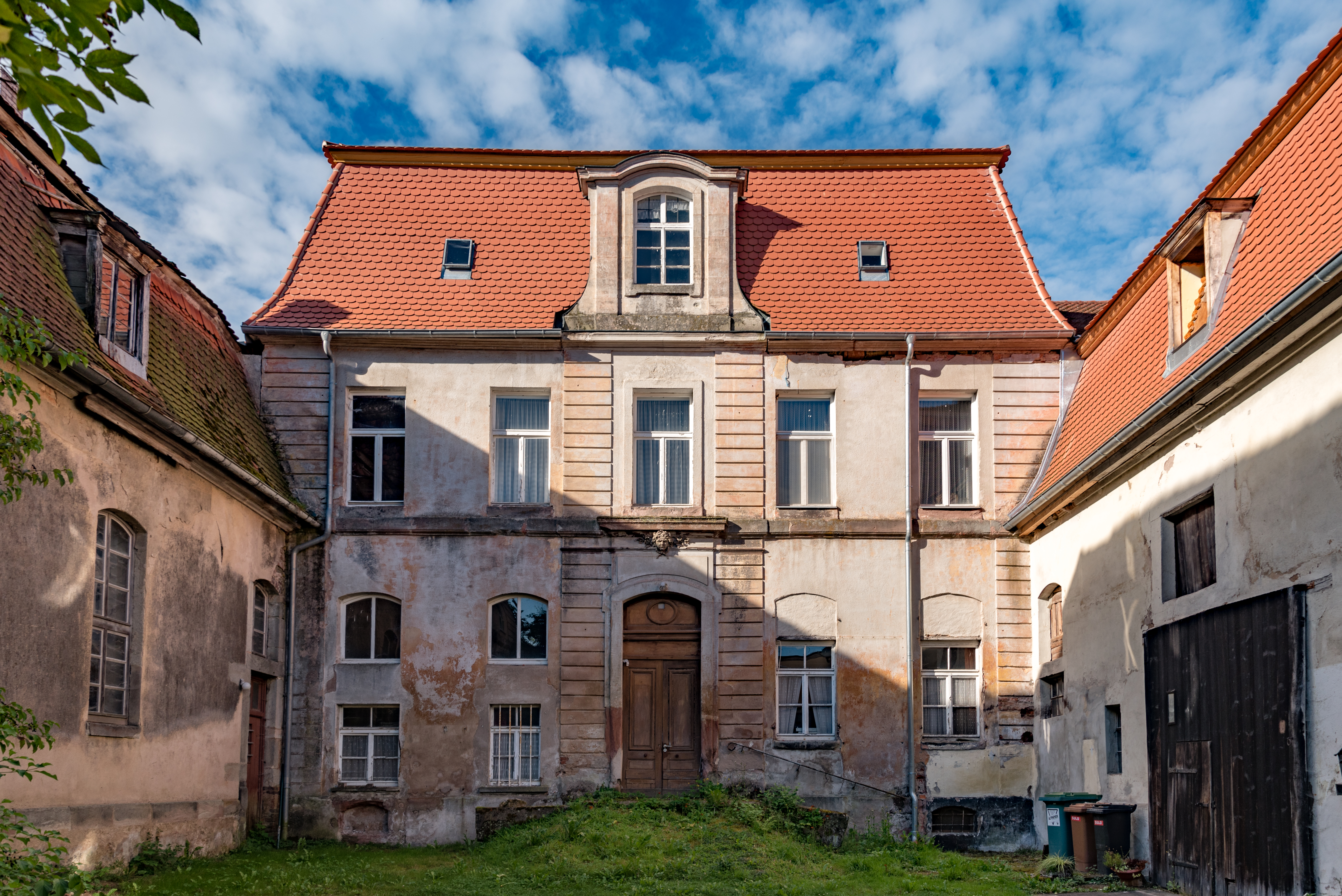
Hauptbau des neuen Schlosses, von Nordosten
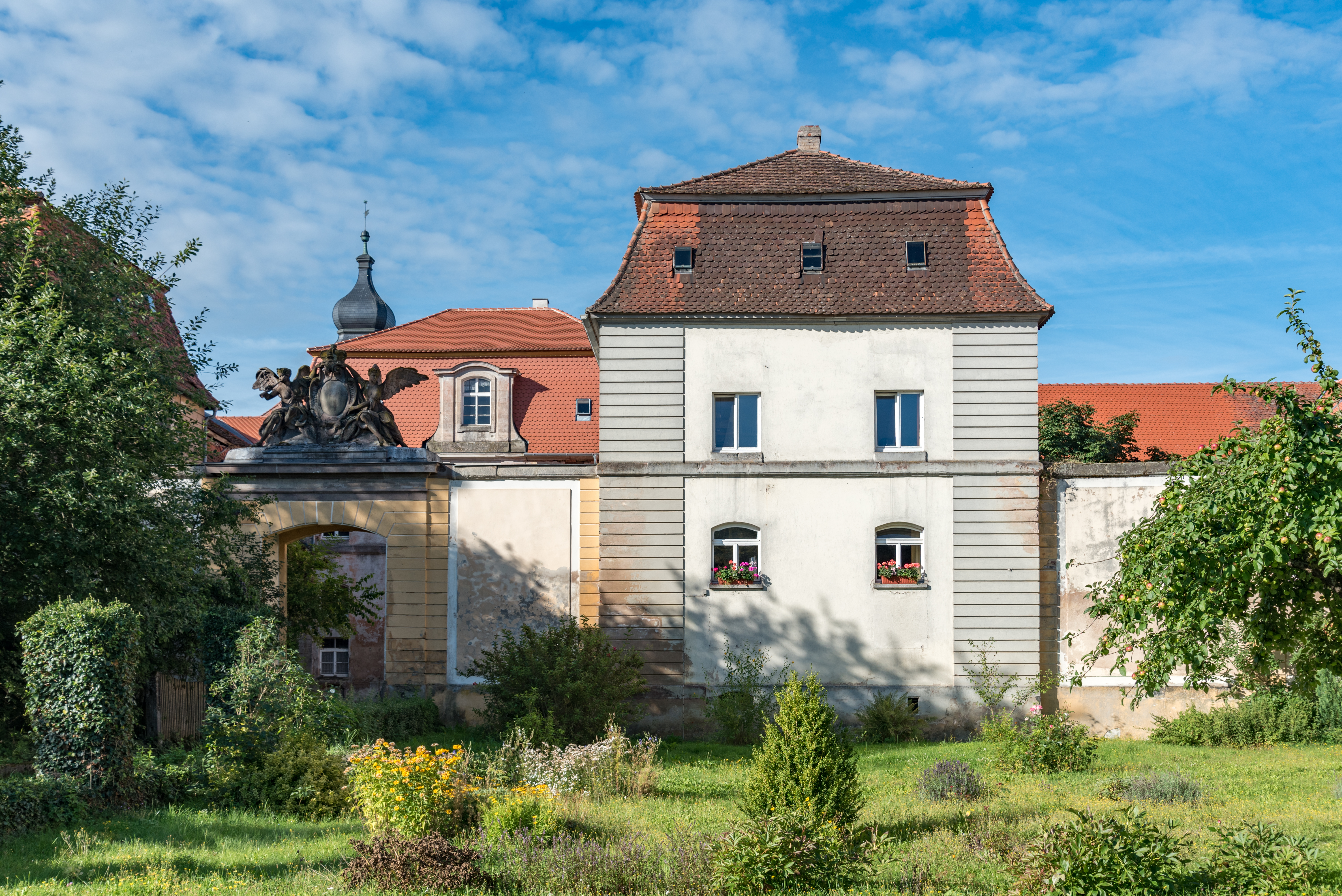
Friederike-Luise-Allee 10, von Nordosten
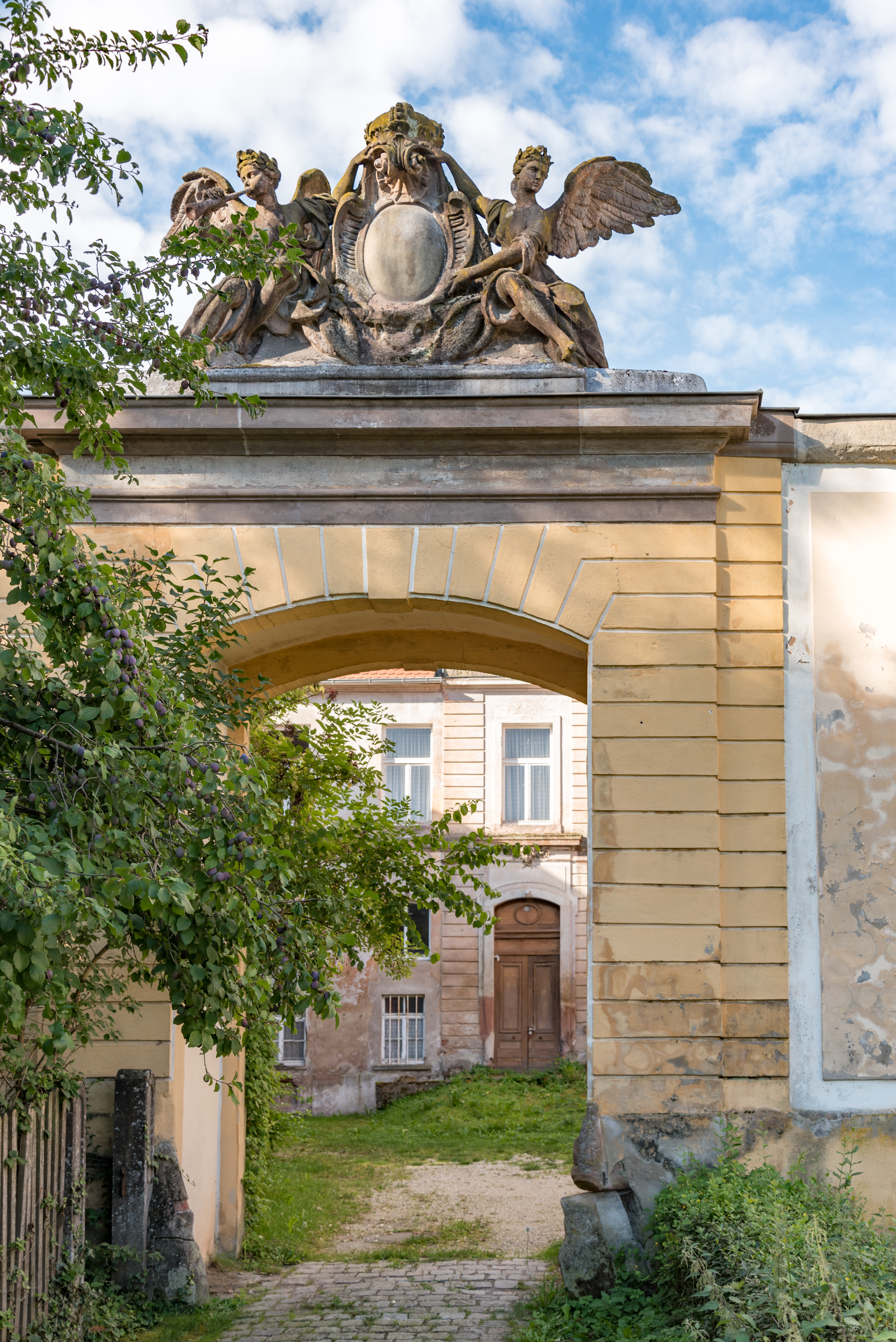
Hoftor, von Nordosten
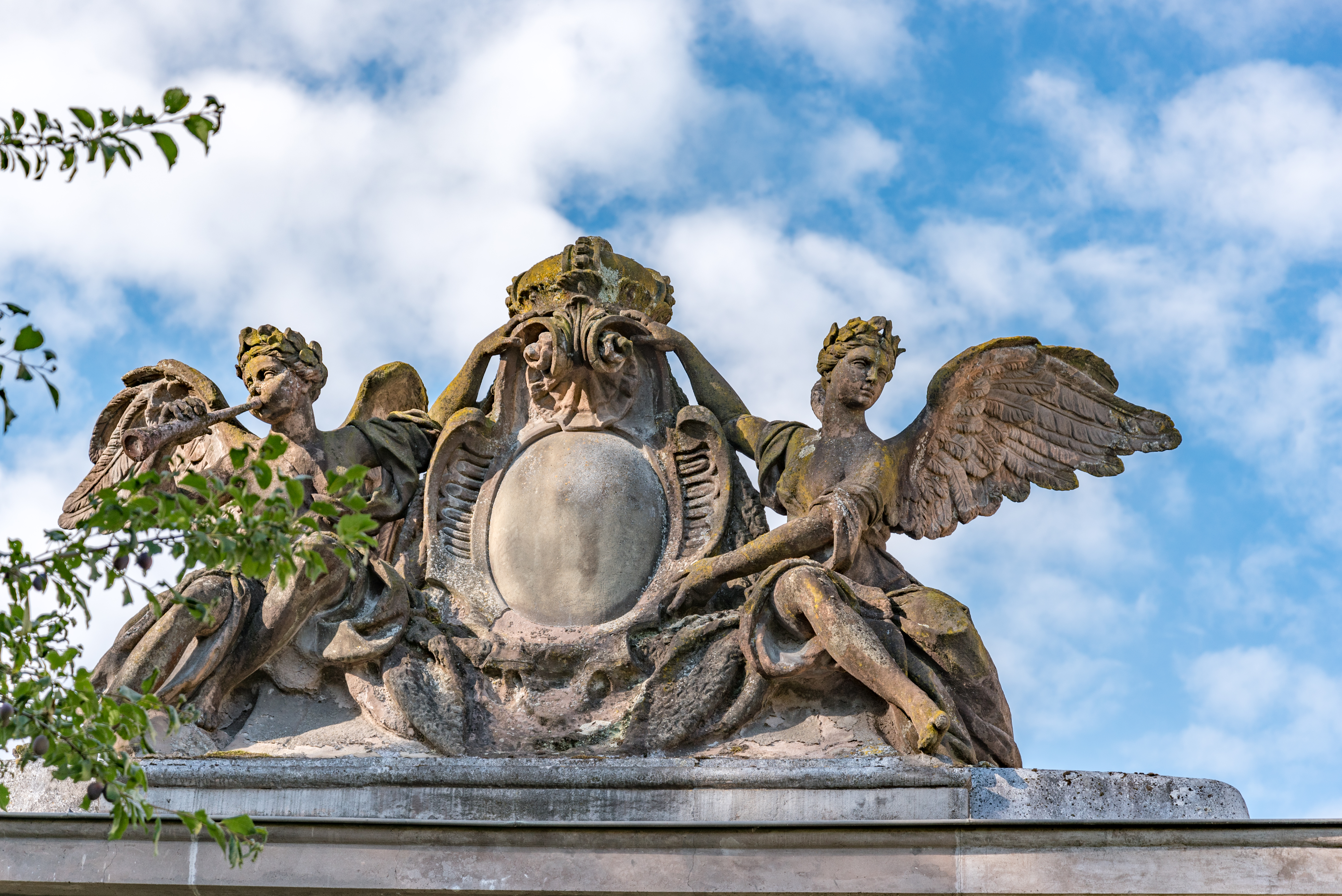
Hoftor, von Nordosten
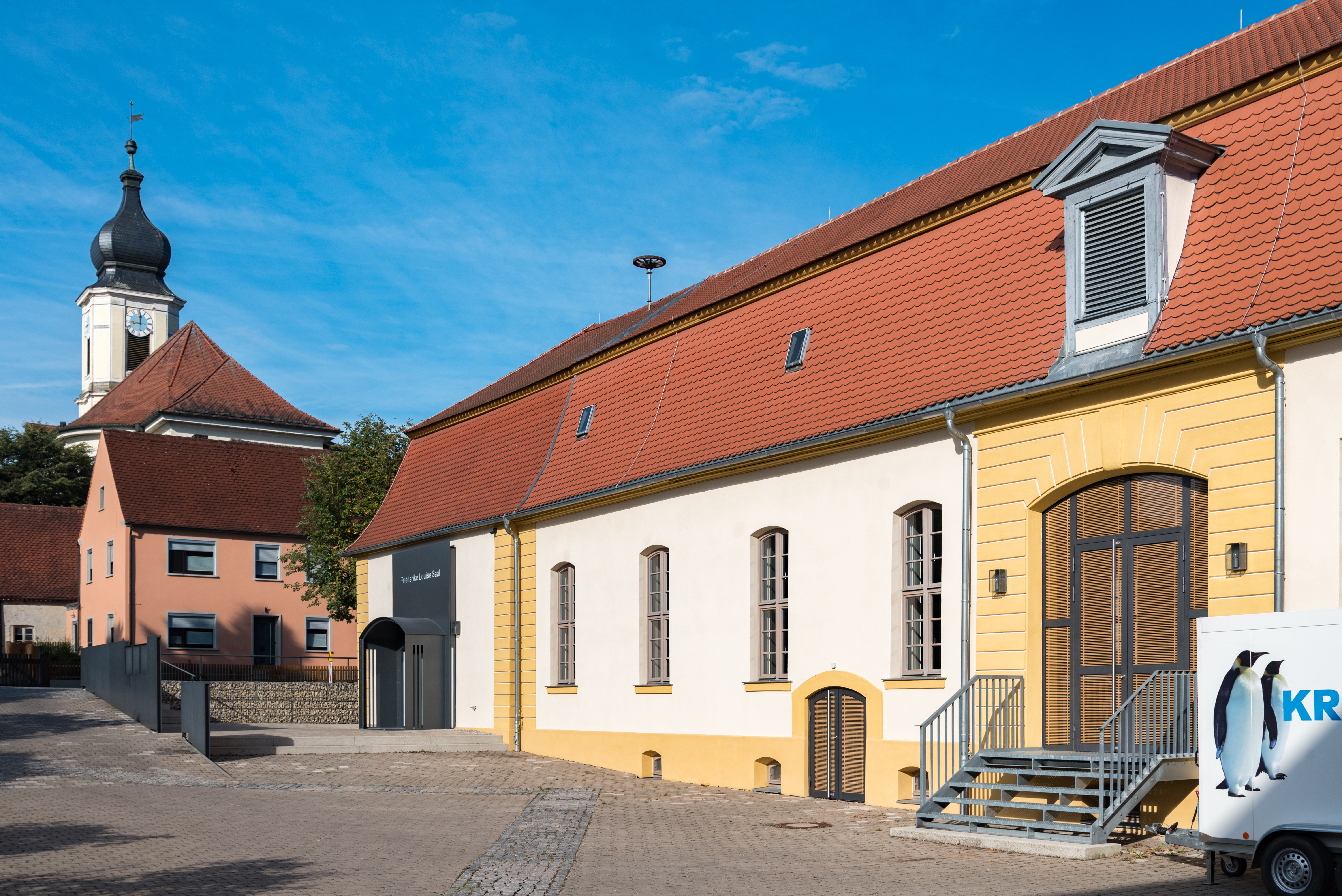
Südlicher Marstall, von Süden
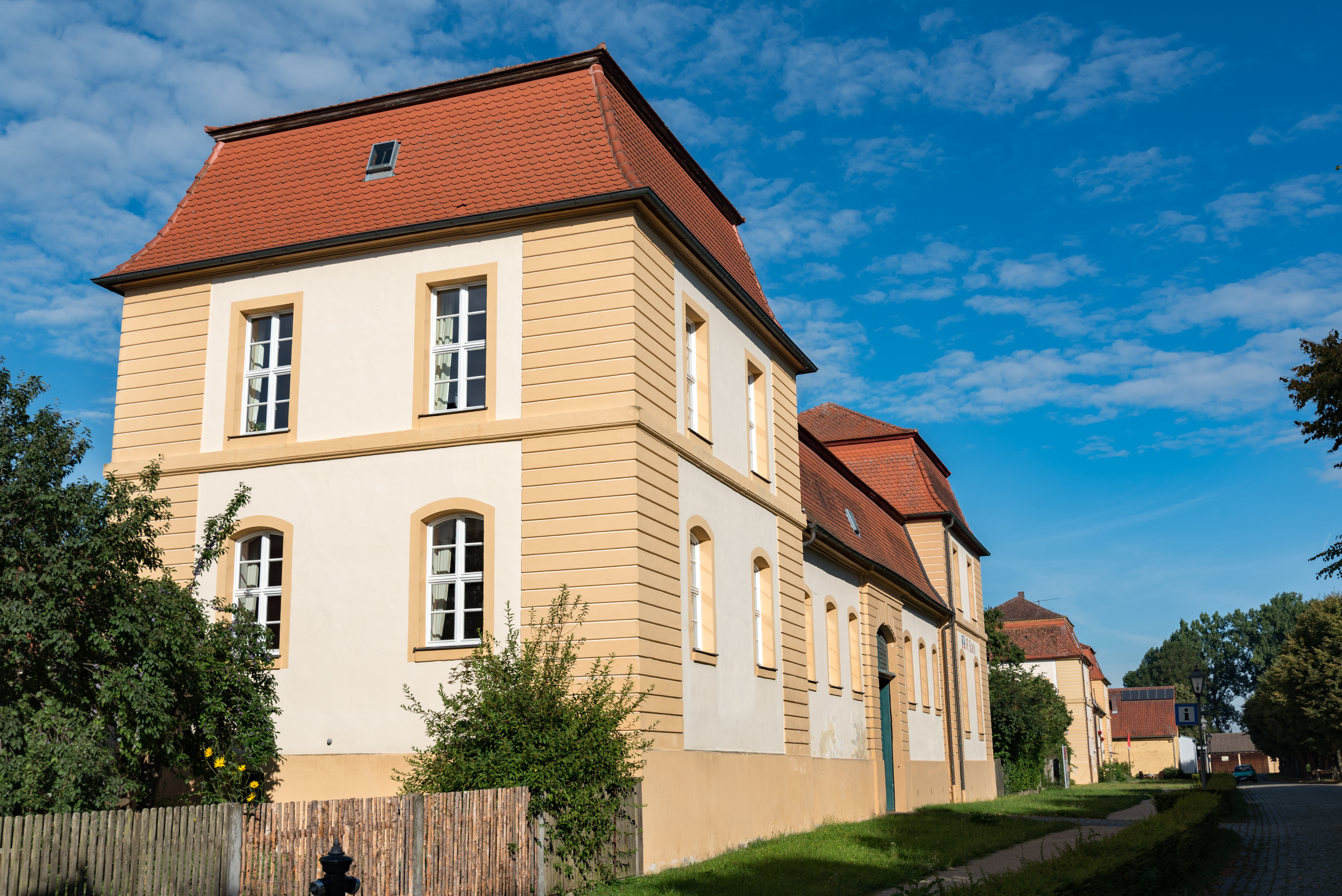
Südlicher Marstall, von Nordosten
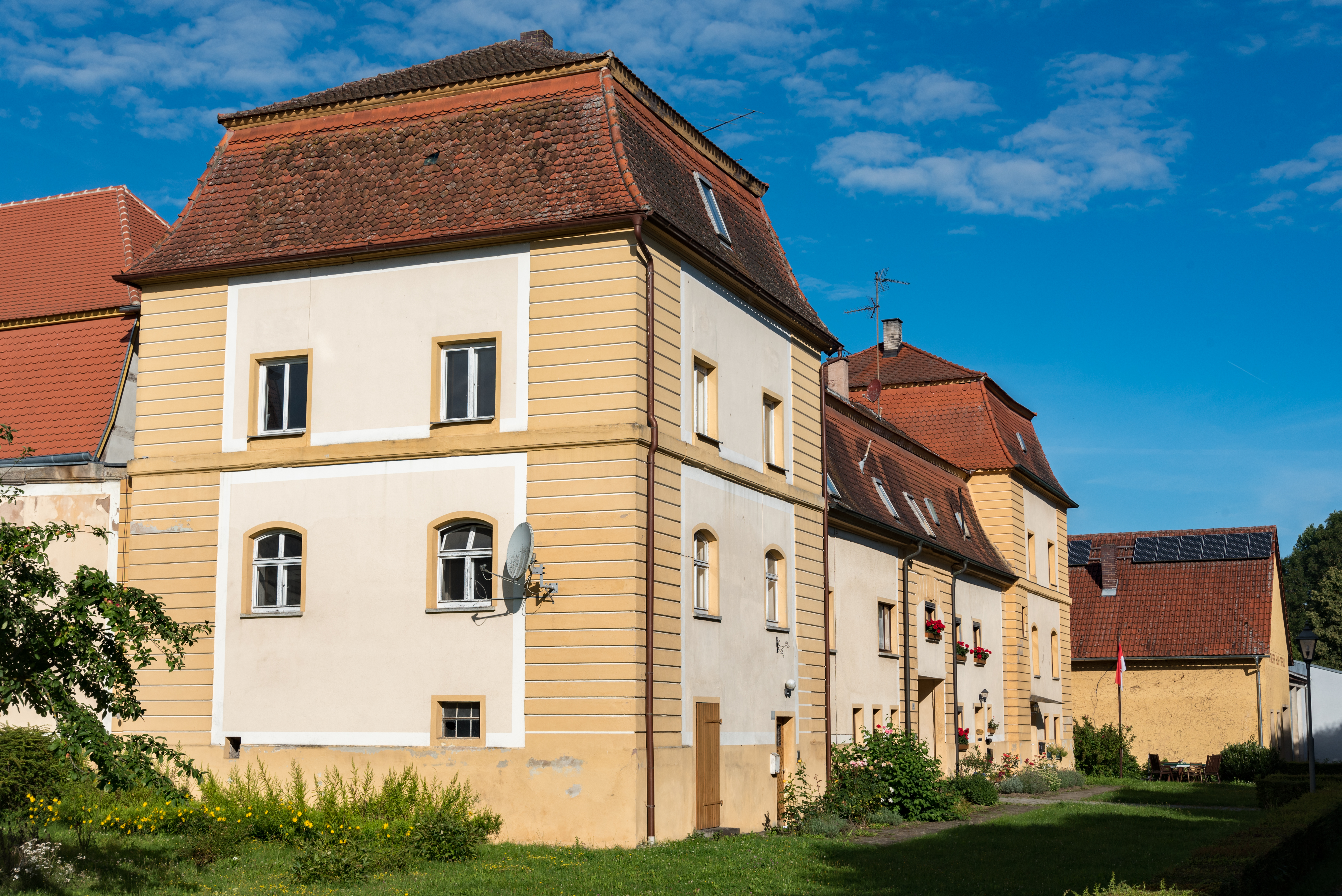
Nördliche Vierflügelanlage, von Südosten

| Lage                                                          | Objekt                                                     | Beschreibung | Akten-Nr.     | Bild           |
| ------------------------------------------------------------- | ---------------------------------------------------------- | --- | ------------- | -------------- |
| Gunzenhäuser Straße 12 (Standort)                             | Ehemaliges Gartenhaus                                      | Zweigeschossiger Walmdachbau mit Putzgliederung, 18. Jahrhundert | D-5-71-208-11 | BW             |
| Gunzenhäuser Straße 12 (Standort)                             | Hohe Brockenmauer                                          | Teil der ehemaligen Schlossgartenummauerung | D-5-71-208-11 | BW             |
| Hauptstraße 13 (Standort)                                     | Pfarrhaus                                                  | Zweigeschossiger Walmdachbau mit Putzgliederung und Rokoko-Portal, bezeichnet „1754“, von Johann David Steingruber 1753/54                                                | D-5-71-208-5  | weitere Bilder |
| Hauptstraße 13 (Standort)                                     | Ummauerung                                                 | Mit Sandsteinpfosten, 19. Jahrhundert | D-5-71-208-5  | weitere Bilder |
| Im Hirtenfeld 1, 3 (Standort)                                 | Doppelhaus                                                 | Zweigeschossiger massiver Walmdachbau, zweite Hälfte 18. Jahrhundert | D-5-71-208-7  | Doppelhaus     |
| Im Hirtenfeld 2, 4 (Standort)                                 | Doppelhaus                                                 | Zweigeschossiger massiver Walmdachbau, zweite Hälfte 18. Jahrhundert | D-5-71-208-6  | Doppelhaus     |
| Im Hirtenfeld 5, 7 (Standort)                                 | Doppelhaus                                                 | Zweigeschossiger massiver Walmdachbau, zweite Hälfte 18. Jahrhundert | D-5-71-208-8  | BW             |
| Im Hirtenfeld 6, 8 (Standort)                                 | Doppelhaus                                                 | Zweigeschossiger massiver Walmdachbau, zweite Hälfte 18. Jahrhundert | D-5-71-208-9  | Doppelhaus     |
| Nähe Kreisstraße AN 47 (Standort)                             | Friedhof                                                   | Anlage um 1720, erweitert nach 1822, Ummauerung, im Kern gleichzeitig | D-5-71-208-2  | weitere Bilder |
| Markgrafenstraße 7 (Standort)                                 | Evangelisch-lutherische Pfarrkirche Heilige Dreifaltigkeit | Saalkirche mit eingezogenem Rechteckchor und barocker Gliederung, Fassadenturm mit Zwiebelhaube, von Johann David Steingruber und Leopoldo Retti 1738–43; mit Ausstattung | D-5-71-208-1  | weitere Bilder |
| Markgrafenstraße 8 (Standort)                                 | Gasthaus                                                   | Zweigeschossiger Traufseitbau mit Halbwalmdach, bezeichnet „1808“ und „1818“                                                                                              | D-5-71-208-10 | Gasthaus       |
| Schloßstraße 3 (Standort)                                     | Eckpavillon des ehemaligen Schlosses, jetzt Wohngebäude    | Zweigeschossiger Mansarddachbau über quadratischem Grundriss, mit rustizierten Ecklisenen und Putzgliederungen, 18. Jahrhundert                                           | D-5-71-208-15 | weitere Bilder |
| Schloßstraße 4 (Standort)                                     | Eckpavillon des ehemaligen Schlosses, jetzt Wohngebäude    | Zweigeschossiger Mansarddachbau über quadratischem Grundriss, mit rustizierten Ecklisenen und Putzgliederungen, 18. Jahrhundert                                           | D-5-71-208-12 | weitere Bilder |
| Schloßstraße 5 (Standort)                                     | Eckpavillon des ehemaligen Schlosses, jetzt Wohngebäude    | Zweigeschossiger Mansarddachbau über quadratischem Grundriss, mit Ecklisenen und Putzgliederungen, 18. Jahrhundert, hohe Brockenmauer des ehemaligen Schlossgartens       | D-5-71-208-14 | weitere Bilder |
| Schloßstraße 6 (Standort)                                     | Eckpavillon des ehemaligen Schlosses, jetzt Wohngebäude    | Zweigeschossiger Mansarddachbau über quadratischem Grundriss, mit rustizierten Ecklisenen und Putzgliederungen, 18. Jahrhundert                                           | D-5-71-208-13 | weitere Bilder |
| Schloßstraße, Brücke über den Schwaninger Mühlbach (Standort) | Brücke                                                     | Einbogiger Sandsteinquaderbau, 18. Jahrhundert | D-5-71-208-16 | weitere Bilder |

### Dennenlohe
| Lage                                   | Objekt             | Beschreibung | Akten-Nr.     | Bild           |
| -------------------------------------- | ------------------ | --- | ------------- | -------------- |
| Dennenlohe 1 (Standort)                | Gutshof            | Vierseitig umbaute Anlage südlich des Schlosses: - Kanzlei, eingeschossiges Gebäude mit Mansardwalmdach, Anfang 18. Jahrhundert - ehemalige Schmiede, östlich anschließend, eingeschossiger Satteldachbau, wohl gleichzeitig - Stall und Nebengebäude, langgestreckter, eingeschossiger Bau mit Mansardwalmdach, um 1700 - Scheunen- und Stallgebäude, zweigeteilter, massiver Bau mit Mansardwalmdach und Walmdach, bezeichnet „1700“, erweitert nach 1823 - ehemaliger Marstall, jetzt Café, eingeschossiger Mansard-Halbwalmdachbau aus Ziegel- und Bruchsteinmauerwerk, mit ausschwingender Fassade zum Hof, nach 1823 - Einfriedung, verputztes Mauerwerk, 18./19. Jahrhundert       | D-5-71-208-20 | Gutshof        |
| Dennenlohe 1, In Dennenlohe (Standort) | Schloss Dennenlohe | Symmetrische Barockanlage, von Leopoldo Retti, 1734/35: - Hauptbau, dreiflügeliger, zweigeschossiger Mansarddachbau mit Mittelrisaliten und Putzgliederung, mit Ausstattung - Zwei ehemalige Pferdestallungen, eingeschossige Mansarddachbauten mit Putzgliederung, 1739, südlicher Stall mit eingeschossigem Walmdachanbau, nach 1825 - Waschhaus, eingeschossiger Mansarddachbau mit Putzgliederung, im Kern 18. Jahrhundert - Zwei Jägerhäuser, kleine eingeschossige Zeltdachbauten mit Putzgliederung - Schlosspark, mit Terrassenanlage gegen den See, 1737, Einfriedung, Steinpfosten mit Ziervasen, wohl 1734/35 - Orangerie, Saalbau mit Walmdach, errichtet 1747, umgebaut 1806 | D-5-71-208-19 | weitere Bilder |

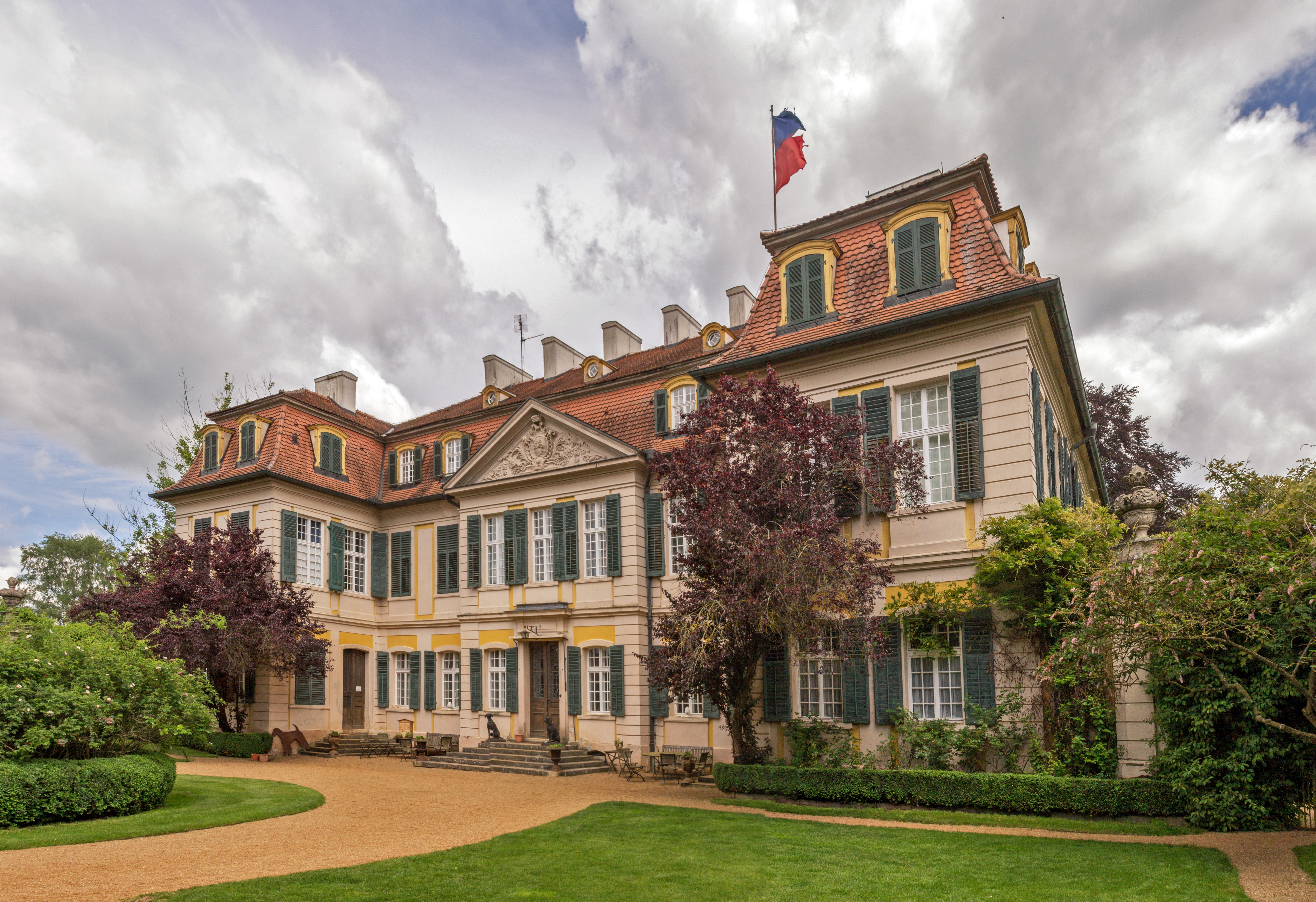
Hauptbau
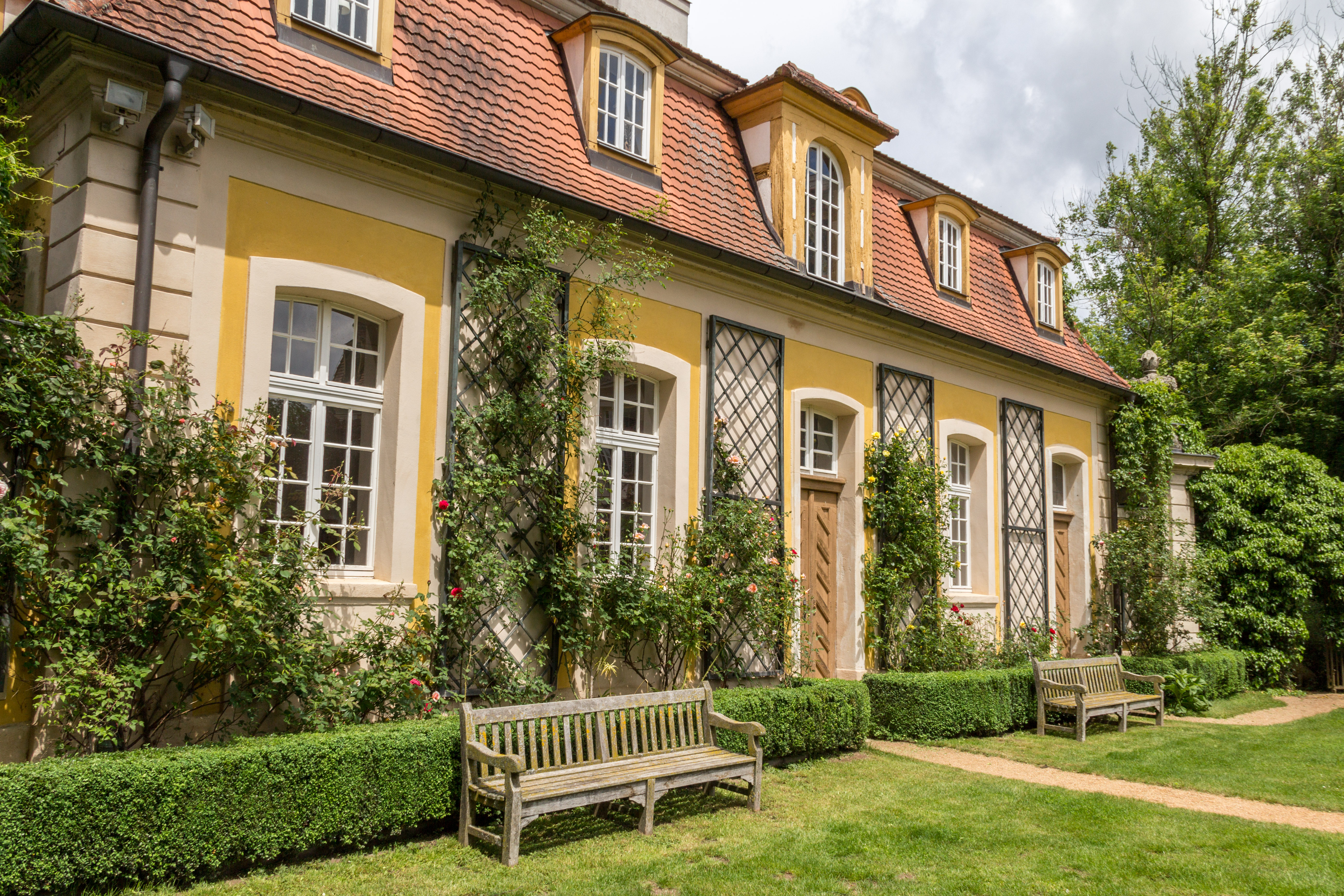
Pferdestall
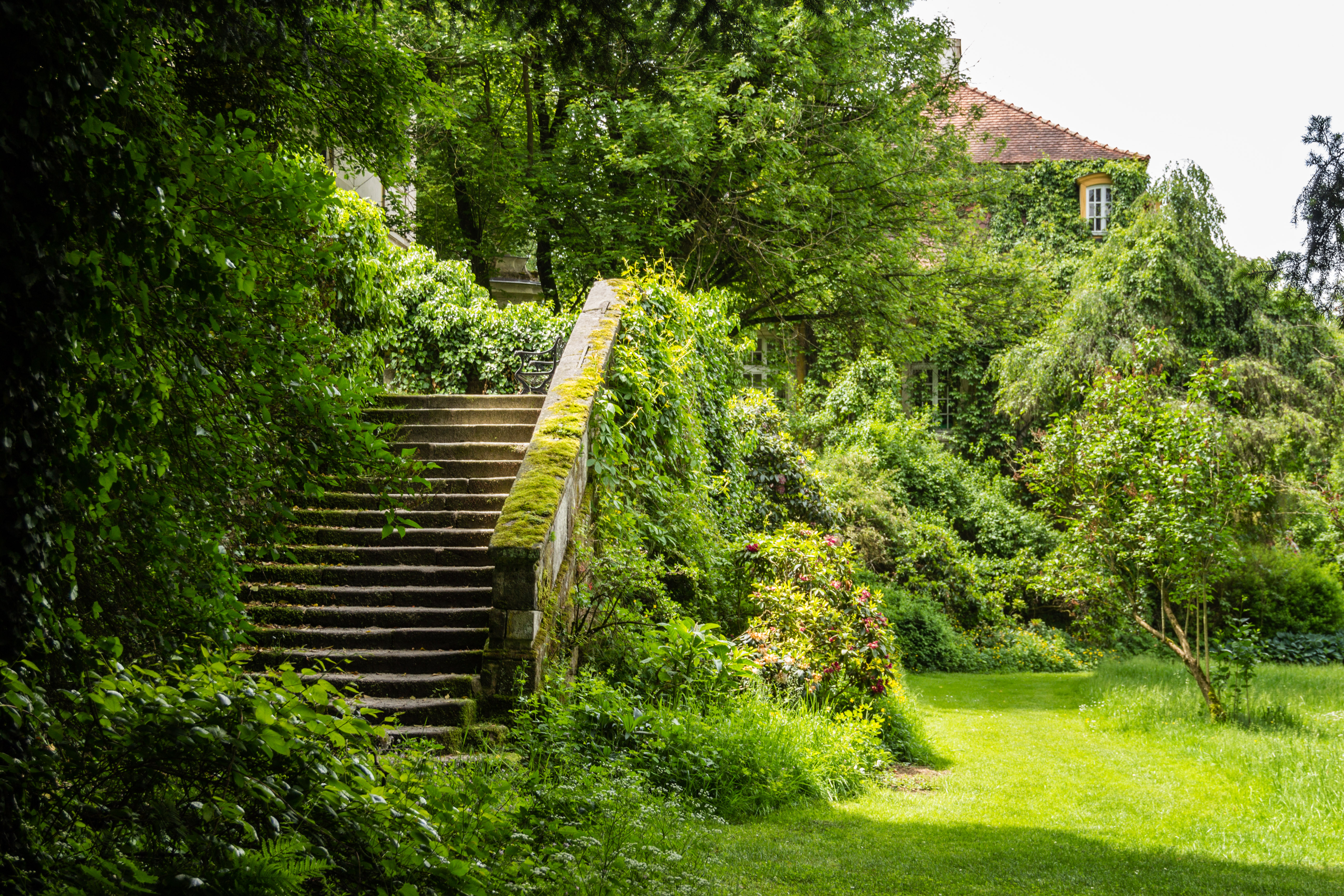
Schlosspark
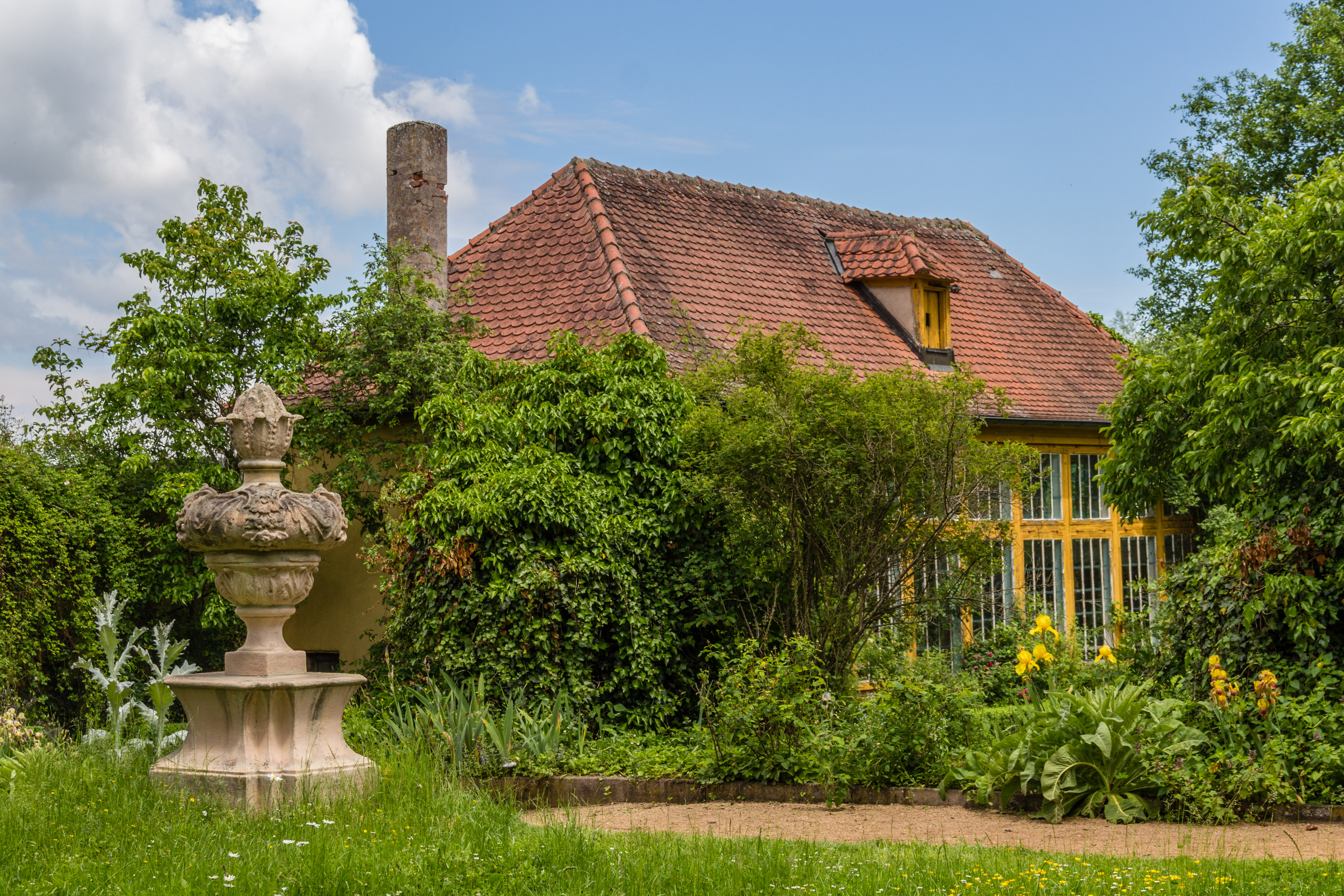
Orangerie

| Lage                     | Objekt                                             | Beschreibung | Akten-Nr.     | Bild                   |
| ------------------------ | -------------------------------------------------- | --- | ------------- | ---------------------- |
| Dennenlohe 10 (Standort) | Ehemaliges Försterhaus                             | Zweigeschossiges Gebäude mit Halbwalmdach, mit Putzgliederung, 18. Jahrhundert                                                                         | D-5-71-208-21 | Ehemaliges Försterhaus |
| Dennenlohe 12 (Standort) | Wohngebäude                                        | Zweigeschossiger giebelständiger Satteldachbau, mit Putzgliederungen, 1777, östlicher Giebel 19. Jahrhundert                                           | D-5-71-208-22 | BW                     |
| Dennenlohe 26 (Standort) | Gasthaus                                           | Zweigeschossiger Satteldachbau in Ecklage, mit Eckquaderungen, erstes Viertel 19. Jahrhundert                                                          | D-5-71-208-23 | BW                     |
| In Dennenlohe (Standort) | Scheune                                            | Eingeschossiger Satteldachbau, Natursteinquader, erstes Viertel 19. Jahrhundert                                                                        | D-5-71-208-23 | BW                     |
| In Dennenlohe (Standort) | Scheune                                            | Eingeschossiges Gebäude mit Steilsatteldach und Fachwerkgiebel, erstes Viertel 19. Jahrhundert, eine der Scheunen bezeichnet „1819“                    | D-5-71-208-23 | BW                     |
| Dennenlohe 43 (Standort) | Evangelisch-lutherische Schlosskirche St. Wolfgang | Saalkirche, rechteckiger Quaderbau mit Flachsatteldach und Außentreppe, Fassadenturm mit Spitzhelm, wohl 1490, Turm bezeichnet „1868“, mit Ausstattung | D-5-71-208-18 | weitere Bilder         |

### Kröttenbach
| Lage                                                                  | Objekt                                  | Beschreibung                                     | Akten-Nr.     | Bild           |
| --------------------------------------------------------------------- | --------------------------------------- | ------------------------------------------------ | ------------- | -------------- |
| Bahnlinie Nördlingen-Pleinfeld, bei Streckenkilometer 30,6 (Standort) | Eisenbahnbrücke der Ludwig-Süd-Nordbahn | Sandsteinbau mit Stichbogen, um 1841/49          | D-5-71-208-27 | weitere Bilder |
| Bahnlinie Nördlingen-Pleinfeld, bei Streckenkilometer 29,6 (Standort) | Eisenbahnbrücke der Ludwig-Süd-Nordbahn | Sandsteinbau mit Rundbogendurchfahrt, um 1841/49 | D-5-71-208-26 | weitere Bilder |

### Oberschwaningen
| Lage                          | Objekt                                              | Beschreibung | Akten-Nr.     | Bild           |
| ----------------------------- | --------------------------------------------------- | --- | ------------- | -------------- |
| Oberschwaningen 26 (Standort) | Evangelisch-lutherische Filialkirche Sankt Cyriakus | Mittelalterliche Chorturmkirche, ehemals Chorturm mit Haubendach, im Kern 15. Jahrhundert, Langhaus mit Schopfwalmdach, neu errichtet 1822, mit Ausstattung | D-5-71-208-24 | weitere Bilder |
| Oberschwaningen 26 (Standort) | Friedhof                                            | Im Kern spätmittelalterliche Anlage, mit Grabsteinen, Ummauerung, im Kern spätmittelalterlich, Veränderungen wohl 19. Jahrhundert                           | D-5-71-208-24 | BW             |
| Oberschwaningen 26 (Standort) | Torhaus                                             | Eingeschossiger Traufseitbau mit Satteldach und Rundbogentor, 1715                                                                                          | D-5-71-208-24 | BW             |

## Ehemalige Baudenkmäler
In diesem Abschnitt sind Objekte aufgeführt, die früher einmal in der Denkmalliste eingetragen waren, jetzt aber nicht mehr. Objekte, die in anderem Zusammenhang also z. B. als Teil eines Baudenkmals weiter eingetragen sind, sollen hier nicht aufgeführt werden. Aktennummern in diesem Abschnitt sind ehemalige, jetzt nicht mehr gültige Aktennummern.

| Lage                                                              | Objekt                                     | Beschreibung | Akten-Nr.     | Bild |
| ----------------------------------------------------------------- | ------------------------------------------ | ------------ | ------------- | ---- |
| Unterschwaningen östlich des Ortes in Richtung Oberschwaningen () | Brockenmauer des ehemaligen Schlossgartens |              | D-5-71-208-4  |      |
| Oberschwaningen Oberschwaningen 17 (Standort)                     | Brauerzeichen                              | 1813         | D-5-71-208-25 | BW   |